# Aphorisma albistriata
Aphorisma albistriata là một loài bướm đêm trong họ Erebidae.